# ES Métlaoui
Étoile Sportive de Métlaoui (arabisch النجم الرياضي بالمتلوي, DMG an-Naǧm ar-Riyāḍī bi-l-Mitlawī), auch unter dem Namen ES Métlaoui bekannt, ist ein tunesischer Fußballverein aus der Stadt Métlaoui. Der ES Métlaoui spielt in der ersten Liga Tunesiens.

## Geschichte
Der Verein wurde 1950 gegründet. Zuvor existierten Vorgängerklubs. 
Metlaoui Sports, einer der beiden Vorgängervereine des ES Métlaoui, wurde im Jahr 1921 gegründet und spielte in der Meisterschaft eine übergeordnete Rolle, gewann aber keinen Titel. Der andere Vorgängerverein, Jeunesse Sportive de Métlaoui, wurde 1924 gegründet. Métlaoui Sports war der deutlich erfolgreichere Verein und erreichte viermal das Finale der Meisterschaft. Man verlor jedoch die Endspiele gegen Sporting Club de Tunis (1928), Avant-Garde de Tunis (1929), Union Sportive Tunisienne (1930) und Italia de Tunis (1935).
1931 erreichte man das Finale, welches in einer Gruppe aus drei Teams ausgetragen wurde. Métlaoui Sports beendete die Finalgruppe auf dem zweiten Platz. Zuvor erreichte man das Viertelfinale im Jahr 1925. In der ersten Runde besiegte man Jeunesse Sportive de Métlaoui, den anderen Vorgängerklub des heutigen Vereins mit 9:1.
Nach der Fusion erreichte der Verein zweimal das Viertelfinale und 1974 das Halbfinale des Coupe de Tunisie. Im Halbfinale schied man nach einem Hin- und Rückspiel (0:5 und 0:3) gegen Club Africain aus. 1962 scheiterte man im Viertelfinale am CS Hammam-Lif und 1972 unterlag man Stade Tunisien.
ES Métlaoui gewann mehrfach die zweite tunesische Liga, stieg aber nicht auf, da das damalige System der zweiten Liga ein Aufstiegsplayoff vorsah. Die Meister der mehrgleisigen (regionalen) Zweitligen traten in einer Meisterschaftsgruppe gegeneinander an. In der Saison 2012/13 holte man die fünfte Meisterschaft in der zweiten Liga und stieg erstmals in die erste Liga auf. Seitdem spielt der Verein, mit einer Saison Unterbrechung, in der höchsten Liga Tunesiens.

## Erfolge
- Zweitligameister (5)
  - 1956, 1957, 1959, 1962, 2013
- Drittligameister
  - 1979, 1982, 2012
- Viertligameister
  - 2000, 2013